# 예서

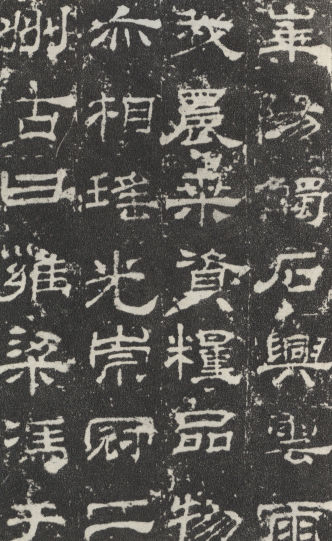
한(漢) 예서 '화산묘비(華山廟碑)'

예서(隸書, 문화어: 례서)는 한자 서체의 종류 중 하나다. 진(秦)대의 여덟가지 대표 서체인 진서팔체(秦書八體) 중 하나이다. 진대의 정막(程邈)이 정리하여 완성되었다고 전하며, 동한(東漢) 시기에 번성하였기에, 서예가 사이에서는 '한례당해(漢隷唐楷, 한대의 예서 당대의 해서가 뛰어남)'라고 한다.
하급관리인 도례(徒隷) 사이에서 사용되었기 때문에 예서라 불렀다. 글자체가 다소 넓고 납작하며, 가로획은 길고 세로획은 짧은 장방형이다. 소전(小篆)을 직선적으로 간략화한 것이다. 진한(秦漢) 시기 소전에서 예서로 가는 이른바 '예변(隷變) 과정은 한자 발전의 전환점이 되었다. 소전 이전 시기에는 육서(六書)라는 조자(造字) 원칙이 잘 지켰지만, 한대 예서에 이르면 이 원칙을 지키지 않으면서 형태의 변화가 발생하였다. 예서가 모체가 되어 해행초(楷行草)의 삼체(三體)가 전개된다.

## 명칭
과거에는 예서의 유래가 '상주하는 일이 많아지고 전자(篆字)로는 처리하기 어려워 예인에게 문서 작성을 돕게 하였기에 예자(隸字)라 한다(奏事繁多, 篆字難成, 卽令隷人佐書, 曰隷字)'는 설에 근거하였다. 그러나 최근에는 '隸'에 '부속, 예속'이라는 뜻도 있다는 것을 고려, 전서의 '파생, 부속'이라는 의미에서 예서라고 칭하였다는 설도 있다. 현대 해서(楷書)를 '금례(今隷)' 혹은 '예서(隷書)라고도 한다.:79

## 참고 자료
- 이 문서에는 다음커뮤니케이션(현 카카오)에서 GFDL 또는 CC-SA 라이선스로 배포한 글로벌 세계대백과사전의 〈예서〉 항목을 기초로 작성된 글이 포함되어 있습니다.

1. ↑  허신(許愼) 『설문해자(說文解字)』 중 서(敍), "自爾秦書有八体. 一曰大篆, 二曰小篆, 三曰刻符, 四曰蟲書, 五曰摹印, 六曰署書, 七曰殳書, 八曰隸書.
2. ↑  “教師入口網--千古追蹤--文字的演變”. 2016년 3월 4일에 원본 문서에서 보존된 문서.
3. ↑  裘锡圭 (1988). 《文字学概要》. 北京: 商务印书馆. ISBN 7-100-00413-6.
4. ↑  《唐六典·卷十·秘书省》. 字体有五：一曰古文……二曰大篆……三曰小篆……四曰八分……五曰隶书，谓典籍、表奏及公私文疏所用。